# Nati il 16 settembre
| Questa pagina contiene informazioni ricavate automaticamente dalle voci biografiche con l'ausilio del template Bio e di un bot. L'aggiornamento è periodico e automatico e ricostruisce completamente la pagina. Se manca una persona in questa lista, sei pregato di non aggiungerla, ma accertati piuttosto che la sua voce biografica contenga il template Bio e che i dati anagrafici siano correttamente compilati. Se il template Bio manca, inseriscilo tu stesso o, in alternativa, metti l'avviso {{tmp\|Bio}} che ne segnala la mancanza. Se i dati riportati sono sbagliati, correggi direttamente la voce biografica; le modifiche saranno visibili in questa lista entro pochi giorni. Per chiarimenti vedi il progetto biografie. La lista contiene solo le 1.191 persone che sono citate nell'enciclopedia e per le quali è stato implementato correttamente il template Bio. Pagina aggiornata al 9 ago 2025. |

## I secolo(1)
- 16 - Drusilla, nobildonna romana († 38)

## XIII secolo(1)
- 1295 - Elisabetta de Clare, nobile britannica († 1360)

## XIV secolo(2)
- 1386 - Ambrogio Traversari, presbitero, teologo e umanista italiano († 1439)
- 1397 - Baysonqor, nobile persiano († 1433)

## XV secolo(2)
- 1462 - Pietro Pomponazzi, filosofo e umanista italiano († 1525)
- 1494 - Francesco Maurolico, matematico, astronomo e storico italiano († 1575)

## XVI secolo(8)
- 1507 - Jiajing, imperatore cinese († 1567)
- 1521 - Pompeo Della Barba, medico, letterato e filosofo italiano († 1582)
- 1541 - Walter Devereux, I conte di Essex, nobile e generale inglese († 1576)
- 1578 - Adam Elsheimer, pittore e disegnatore tedesco († 1610)
- 1579 - Francesco Bernardino Visconti, nobile italiano
- 1584 - Francisco Correa de Arauxo, compositore e organista spagnolo († 1654)
- 1584 - Mattia Galasso, generale italiano († 1647)
- 1584 - Giulio Roma, cardinale e vescovo cattolico italiano († 1652)

## XVII secolo(15)
- 1615 - Sofia Margherita di Anhalt-Bernburg, nobile († 1673)
- 1615 - Heinrich Bach, musicista tedesco († 1692)
- 1622 - Richard Sackville, V conte di Dorset, nobile e politico inglese († 1677)
- 1625 - Gregorio Barbarigo, cardinale e vescovo cattolico italiano († 1697)
- 1626 - Leopoldo Guglielmo di Baden-Baden († 1671)
- 1634 - Anselm Franz von Ingelheim, arcivescovo cattolico tedesco († 1695)
- 1636 - Giovanna di Braganza, nobile portoghese († 1653)
- 1641 - Giulio Francesco di Sassonia-Lauenburg, duca († 1689)
- 1642 - Domenico Maria della Ciaia, vescovo cattolico italiano († 1713)
- 1650 - Luigi Priuli, cardinale italiano († 1720)
- 1651 - Engelbert Kaempfer, naturalista, botanico e viaggiatore tedesco († 1716)
- 1668 - Maddalena Claudia del Palatinato-Zweibrücken-Birkenfeld, nobile tedesca († 1704)
- 1678 - Henry Saint-John Bolingbroke, politico e filosofo inglese († 1751)
- 1683 - Francesco Colonna di Sciarra, IV principe di Carbognano, nobile italiano († 1750)
- 1695 - Giovanni Francesco Stoppani, cardinale italiano († 1774)

## XVIII secolo(32)
- 1703 - Guillaume-François Rouelle, chimico e farmacista francese († 1770)
- 1704 - Louis de Jaucourt, medico e enciclopedista francese († 1779)
- 1716 - Angelo Amorevoli, tenore italiano († 1798)
- 1720 - Carlo Magini, pittore italiano († 1806)
- 1721 - Domenico Corvi, pittore italiano († 1803)
- 1722 - Fermín Francisco de Carvajal-Vargas, ufficiale e politico spagnolo († 1797)
- 1725 - Nicolas Desmarest, geologo e enciclopedista francese († 1815)
- 1730 - Franz Ludwig von Erthal, vescovo cattolico tedesco († 1795)
- 1732 - Pancrazio Amoretti, incisore italiano († 1816)
- 1736 - Johannes Nikolaus Tetens, filosofo e matematico tedesco († 1807)
- 1744 - Fabrizio Ruffo, cardinale, politico e generale italiano († 1827)
- 1745 - Michail Illarionovič Kutuzov, generale russo († 1813)
- 1746 - Georges Louis Marie Dumont de Courset, botanico e agronomo francese († 1824)
- 1746 - George Greville, II conte di Warwick, nobile e politico inglese († 1816)
- 1753 - Märta Helena Reenstierna, scrittrice svedese († 1841)
- 1758 - Pier Francesco Morali, arcivescovo cattolico italiano († 1826)
- 1762 - Nicolas Marie Quinette, politico francese († 1821)
- 1768 - Rozalia Lubomirska, nobildonna polacca († 1794)
- 1771 - Ivan Alekseevič Gagarin, politico, nobile e militare russo († 1832)
- 1772 - Giovanni Battista Bottaini, imprenditore, funzionario e politico italiano († 1840)
- 1775 - Giuseppe Rosaroll, generale, patriota e saggista italiano († 1825)
- 1775 - Christian Friedrich Schwägrichen, botanico tedesco († 1853)
- 1777 - Auguste Jean-Gabriel de Caulaincourt, generale e diplomatico francese († 1812)
- 1777 - Nathan Mayer Rothschild, banchiere inglese († 1836)
- 1782 - Daoguang, imperatore cinese († 1850)
- 1784 - Salvatore Vigo Platania, politico, patriota e storico italiano († 1874)
- 1792 - Heinrich von Bülow, diplomatico tedesco († 1846)
- 1792 - James Francis Stephens, entomologo, ornitologo e zoologo inglese († 1852)
- 1796 - Jean-Baptiste Bouillaud, medico francese († 1881)
- 1797 - Giancarlo de Moll, generale austriaco († 1879)
- 1797 - Antonio Panizzi, patriota, bibliotecario e bibliografo italiano († 1879)
- 1800 - Eugène Hugo, poeta francese († 1837)

## XIX secolo(191)
- 1802 - Eduard Barth, pittore, incisore e litografo tedesco († 1843)
- 1804 - Giuseppe Bertoloni, botanico e entomologo italiano († 1878)
- 1804 - Gerolamo Salvi, nobile italiano († 1878)
- 1806 - Achille Mauri, politico, scrittore e patriota italiano († 1883)
- 1809 - Luigi Maria de Marinis, arcivescovo cattolico italiano († 1877)
- 1810 - Sidney Herbert, I barone di Lea, nobile inglese († 1861)
- 1810 - Édouard Verreaux, naturalista francese († 1868)
- 1811 - Johan Erhard Areschoug, botanico svedese († 1887)
- 1812 - Anna Louisa Geertruida Bosboom-Toussaint, scrittrice olandese († 1886)
- 1812 - Robert Fortune, esploratore e botanico britannico († 1880)
- 1813 - Cornelio Desimoni, storico e numismatico italiano († 1899)
- 1814 - Emilio Cipriani, medico e politico italiano († 1883)
- 1816 - Theodore Martin, poeta e scrittore scozzese († 1909)
- 1816 - Charles Thomas Newton, archeologo britannico († 1894)
- 1819 - Michele Castellamonte di Lessolo, magistrato e politico italiano († 1868)
- 1819 - Giuseppe Cencelli, avvocato e politico italiano († 1899)
- 1819 - Leopoldo Mazzei, medico, patriota e giornalista italiano († 1901)
- 1819 - Francesco Antonio Santori, prete, poeta e drammaturgo italiano († 1894)
- 1820 - Maddalena Montalban Comello, patriota italiana († 1869)
- 1821 - Rinaldo Simonetti, imprenditore e politico italiano († 1870)
- 1822 - Lucio Campiani, compositore italiano († 1914)
- 1823 - Mihailo Obrenović III di Serbia, sovrano serbo († 1868)
- 1823 - Francis Parkman, storico e docente statunitense († 1893)
- 1825 - Simeon Bavier, politico svizzero († 1896)
- 1826 - Teresa di Gesù Bacq, religiosa francese († 1896)
- 1826 - Ernesto I di Sassonia-Altenburg, duca († 1908)
- 1826 - William Neville, I marchese di Abergavenny, nobile e ufficiale inglese († 1915)
- 1827 - Albert Gaudry, geologo e paleontologo francese († 1908)
- 1828 - Ernest Lacan, giornalista, critico d'arte e fotografo francese († 1879)
- 1829 - Achille Emperaire, pittore francese († 1898)
- 1829 - Alfred Koechlin-Schwartz, politico e imprenditore francese († 1895)
- 1829 - Manuel Tamayo y Baus, drammaturgo spagnolo († 1898)
- 1831 - Romualdo Bonfadini, giornalista, politico e magistrato italiano († 1899)
- 1832 - Paul Flatters, esploratore e militare francese († 1881)
- 1832 - Giuseppe Saredo, giurista e politico italiano († 1902)
- 1835 - Félix Garrigou, idrologo e medico francese († 1920)
- 1836 - Giorgio Giorgi, giurista e politico italiano († 1915)
- 1837 - Pier Celestino Gilardi, pittore e scultore italiano († 1905)
- 1837 - Pietro V del Portogallo, re portoghese († 1861)
- 1838 - James J. Hill, imprenditore, generale e agente segreto statunitense († 1916)
- 1840 - Giuseppe Cadenazzi, avvocato e politico italiano († 1914)
- 1840 - Menotti Garibaldi, politico e militare italiano († 1903)
- 1841 - Alkmar II von Alvensleben, generale tedesco († 1898)
- 1841 - Alessandro Fortis, politico e militare italiano († 1909)
- 1842 - Eugenio Giuseppe Conti, pittore italiano († 1909)
- 1843 - Johannes Joseph Koppes, vescovo cattolico lussemburghese († 1918)
- 1843 - George Brettingham Sowerby III, zoologo, editore e illustratore britannico († 1921)
- 1844 - Léonie Aviat, religiosa francese († 1914)
- 1844 - Domenico Melegatti, pasticciere italiano († 1914)
- 1845 - Matti Haapoja, serial killer finlandese († 1895)
- 1845 - Simon Telkes, scrittore, statistico e attivista ungherese († 1932)
- 1846 - Anna Kingsford, medico, attivista e scrittrice inglese († 1888)
- 1849 - Robert Barr, romanziere britannico († 1912)
- 1851 - Guido Carocci, storico italiano († 1916)
- 1851 - Emilia Pardo Bazán, scrittrice, giornalista e saggista spagnola († 1921)
- 1852 - Mahendra Singh, principe indiano († 1876)
- 1853 - Albrecht Kossel, medico, chimico e fisiologo tedesco († 1927)
- 1854 - Alfredo di Montenuovo, politico austro-ungarico († 1927)
- 1854 - Armand Berton, pittore, illustratore e incisore francese († 1917)
- 1854 - Zhang Xun, generale cinese († 1923)
- 1856 - Wilhelm von Gloeden, fotografo tedesco († 1931)
- 1858 - Andrew Bonar Law, politico britannico († 1923)
- 1858 - Olivier Mazel, generale francese († 1940)
- 1858 - Eduard Oberg, funzionario, giurista e attivista tedesco († 1917)
- 1858 - Paolo Vagliasindi, nobile, politico e giornalista italiano († 1905)
- 1859 - Antonio Loperfido, ingegnere, geografo e geodeta italiano († 1938)
- 1859 - Yuan Shikai, politico e militare cinese († 1916)
- 1860 - Hermann Kusmanek von Burgneustädten, generale austro-ungarico († 1934)
- 1860 - Felice Grossi Gondi, gesuita e archeologo italiano († 1923)
- 1861 - Miriam Benjamin, docente e inventrice statunitense († 1947)
- 1862 - Salusbury Mellor, velista britannico († 1917)
- 1863 - Alexander Hansa, ammiraglio austriaco († 1918)
- 1864 - Antonio Ballero, pittore, scrittore e fotografo italiano († 1932)
- 1865 - Guido Beltrami, calciatore italiano († 1920)
- 1865 - Malcolm MacDonald, tennista statunitense († 1921)
- 1866 - Donato Sanminiatelli, politico italiano († 1927)
- 1866 - William E. Shay, attore statunitense
- 1867 - Vintilă Brătianu, politico rumeno († 1930)
- 1867 - Eva Watson-Schütze, fotografa statunitense († 1935)
- 1868 - Giovan Battista Grassi Privitera, educatore, letterato e glottologo italiano († 1941)
- 1868 - Federico Hermanin, critico d'arte e museologo italiano († 1953)
- 1868 - Albert William Herre, ittiologo e zoologo statunitense († 1962)
- 1869 - Venceslao Amici, ingegnere e politico italiano († 1948)
- 1870 - John Pius Boland, tennista e politico britannico († 1958)
- 1870 - Giovanni Battista Dho, militare e politico italiano († 1941)
- 1870 - Louis Rasquinet, ciclista su strada e pistard belga († 1936)
- 1871 - Arnaldo Lucci, politico italiano († 1945)
- 1874 - Frederic Edward Clements, botanico, micologo e ecologo statunitense († 1945)
- 1874 - Ricardo Flores Magón, anarchico, rivoluzionario e giornalista messicano († 1922)
- 1874 - Arrigo Lorenzi, geografo italiano († 1948)
- 1874 - Santi Muratori, bibliotecario italiano († 1943)
- 1875 - Enno Littmann, orientalista tedesco († 1958)
- 1875 - Luigi Savorini, bibliotecario, storico e bibliografo italiano († 1937)
- 1876 - Eduardo Camet, schermidore argentino († 1931)
- 1876 - Marvin Hart, pugile statunitense († 1931)
- 1876 - Albert Helgerud, tiratore a segno norvegese († 1954)
- 1876 - Vincenzo de Feo, ammiraglio e politico italiano († 1955)
- 1877 - Julián Juderías, storico, sociologo e giornalista spagnolo († 1918)
- 1877 - Silvio Giuseppe Mercati, filologo classico e bizantinista italiano († 1963)
- 1877 - James Stopford, VII conte di Courtown, ufficiale irlandese († 1957)
- 1877 - Chance Ward, attore cinematografico e regista cinematografico statunitense († 1949)
- 1878 - Carlo Aloisio del Liechtenstein, politico austriaco († 1955)
- 1878 - Fred Spackman, calciatore britannico († 1942)
- 1879 - Josep Maria Jujol, architetto spagnolo († 1949)
- 1880 - Salvador Alvarado, generale e politico messicano († 1924)
- 1880 - Arnaldo Bambini, compositore e organista italiano († 1953)
- 1880 - Carl Carls, scacchista tedesco († 1958)
- 1880 - Berardo Cittadini, imprenditore e politico italiano († 1969)
- 1880 - Raoul Dautry, politico francese († 1951)
- 1880 - Alfred Noyes, poeta britannico († 1958)
- 1881 - Clive Bell, critico d'arte britannico († 1964)
- 1881 - Clyde Blair, velocista statunitense († 1953)
- 1881 - Enrico Cobioni, aviatore svizzero († 1912)
- 1881 - Jack Harvey, attore, regista e sceneggiatore statunitense († 1954)
- 1881 - Madge Syers, pattinatrice artistica su ghiaccio britannica († 1917)
- 1882 - Felix Basch, attore, regista e sceneggiatore austriaco († 1944)
- 1882 - Gyula Bádonyi, calciatore ungherese († 1944)
- 1882 - Vittorio Giovanelli, generale italiano († 1966)
- 1882 - Robert Hichens, marittimo britannico († 1940)
- 1882 - Antonio Illersberg, compositore, direttore di coro e violinista italiano († 1953)
- 1882 - Aleksandr Pavlovič Kutepov, militare e politico russo († 1930)
- 1882 - Ricardo Rojas, scrittore, drammaturgo e storico argentino († 1957)
- 1883 - Umberto Cassuto, rabbino, storico e ebraista italiano († 1951)
- 1883 - Neely Edwards, attore statunitense († 1965)
- 1883 - Thomas Ernest Hulme, poeta inglese († 1917)
- 1884 - Francis D'Arcy Osborne, nobile e diplomatico britannico († 1964)
- 1884 - Staf De Clercq, militare e politico belga († 1942)
- 1884 - Philipp Wilhelm Jung, politico tedesco († 1965)
- 1884 - Yumeji Takehisa, poeta e pittore giapponese († 1934)
- 1885 - Battista Bardanzellu, avvocato, giurista e politico italiano († 1956)
- 1885 - Johann Frint, aviatore austro-ungarico († 1918)
- 1885 - Karen Horney, psichiatra e psicoanalista tedesca († 1952)
- 1885 - Émile Lesieur, sportivo francese († 1985)
- 1886 - Harry Lewis, pugile statunitense († 1956)
- 1887 - Hans Arp, pittore, scultore e poeta francese († 1966)
- 1887 - Nadia Boulanger, direttrice d'orchestra, organista e compositrice francese († 1979)
- 1887 - Louise Boyd, esploratrice, fotografa e botanica statunitense († 1972)
- 1887 - Mario Delitala, pittore e incisore italiano († 1990)
- 1888 - Walter Owen Bentley, ingegnere e imprenditore inglese († 1971)
- 1888 - Til Brugman, poetessa e scrittrice olandese († 1958)
- 1888 - Giuseppe Buciuni, marinaio e militare italiano († 1941)
- 1888 - Karl Gustafsson, calciatore svedese († 1960)
- 1888 - Luigi Meomartini, musicista e politico italiano († 1955)
- 1888 - Almira Sessions, attrice statunitense († 1974)
- 1888 - Frans Eemil Sillanpää, scrittore finlandese († 1964)
- 1888 - Vasilij Grigor'evič Voskresenskij, impresario teatrale, direttore teatrale e militare russo († 1951)
- 1889 - Luigi Bailo, ciclista su strada italiano († 1972)
- 1889 - Mercédès Jellinek, austriaca († 1929)
- 1889 - Eugenio Miozzi, ingegnere italiano († 1979)
- 1890 - Attilio Amato, generale italiano († 1965)
- 1890 - Ernst Deutsch, attore austriaco († 1969)
- 1890 - Traugott Herr, generale tedesco († 1976)
- 1891 - Teruo Akiyama, ammiraglio giapponese († 1943)
- 1891 - Agostino Bronzi, avvocato e politico italiano († 1972)
- 1891 - Vittoria Cocito, pittrice e illustratrice italiana († 1971)
- 1891 - Karl Dönitz, ammiraglio e politico tedesco († 1980)
- 1891 - Isabel Jeans, attrice inglese († 1985)
- 1891 - Karl Meuli, filologo classico svizzero († 1968)
- 1891 - Stacia Napierkowska, attrice cinematografica e danzatrice francese († 1945)
- 1891 - Wilhelm Süssmann, generale tedesco († 1941)
- 1891 - Julie Winnefred Bertrand, supercentenaria canadese († 2007)
- 1891 - Hermann von Rigele, militare austro-ungarico († 1982)
- 1892 - Werner Bergengruen, scrittore tedesco († 1964)
- 1893 - Domenico Allasia, ciclista su strada italiano († 1977)
- 1893 - Earl Carroll, regista, produttore teatrale e paroliere statunitense († 1948)
- 1893 - Alexander Korda, regista e produttore cinematografico ungherese († 1956)
- 1893 - Erik Lund, regista e produttore cinematografico tedesco
- 1893 - Albert Szent-Györgyi, biochimico ungherese († 1986)
- 1894 - Estrid Ericson, architetta, designer e imprenditrice svedese († 1981)
- 1894 - Mario Ghiozzi, canottiere italiano († 1958)
- 1894 - Carlo Tirone, calciatore italiano († 1969)
- 1894 - Herbert Wright, lottatore britannico († 1982)
- 1895 - Charles Bidwill, dirigente sportivo statunitense († 1947)
- 1895 - Francesco Granata, giornalista, saggista e critico letterario italiano († 1984)
- 1895 - Umberto Nistri, aviatore, militare e imprenditore italiano († 1962)
- 1895 - Karol Rathaus, compositore e docente austriaco († 1954)
- 1896 - Umberto Beer, ufficiale italiano († 1979)
- 1896 - Aldo Resega, militare e dirigente d'azienda italiano († 1943)
- 1897 - Battling Siki, pugile francese († 1925)
- 1897 - Adolf Burger, calciatore cecoslovacco († 1951)
- 1897 - Wacław Kuchar, calciatore polacco († 1981)
- 1897 - Paul Neuhuys, poeta belga († 1984)
- 1898 - Baruch Lumet, attore, direttore artistico e docente polacco († 1992)
- 1898 - Nelly Neppach, tennista tedesca († 1933)
- 1898 - H. A. Rey, scrittore e illustratore tedesco († 1977)
- 1899 - Giuseppe Garneri, vescovo cattolico italiano († 1998)
- 1899 - Hans Swarowsky, direttore d'orchestra e insegnante austriaco († 1975)
- 1899 - Fredericus Henricus Maria van Straelen, ammiraglio olandese († 1987)
- 1900 - Giovanni Falck, imprenditore e ingegnere italiano († 1972)
- 1900 - Laurence Jackson, giocatore di curling britannico († 1984)
- 1900 - Gino Spalmach, pittore italiano († 1966)

## XX secolo(914)
- 1901 - Andrée Brunet, pattinatrice artistica su ghiaccio francese († 1991)
- 1901 - Ugo Frigerio, marciatore italiano († 1968)
- 1901 - Giulio Marzot, critico letterario italiano († 1975)
- 1901 - Albert Thévenon, pallanuotista francese († 1959)
- 1902 - Jean Bourgknecht, avvocato e politico svizzero († 1964)
- 1902 - Franz Czernicky, allenatore di calcio e calciatore austriaco († 1973)
- 1902 - Mildred Harnack, critica letteraria, traduttrice e antifascista statunitense († 1943)
- 1902 - Ernst Joll, calciatore estone († 1935)
- 1902 - Halvard Lange, politico norvegese († 1970)
- 1902 - Attilio Mattei, calciatore italiano († 1975)
- 1902 - Germaine Richier, scultrice francese († 1959)
- 1902 - Veli Saarinen, fondista e dirigente sportivo finlandese († 1969)
- 1902 - Jakob Sporrenberg, generale tedesco († 1952)
- 1903 - Gwen Bristow, attrice, sceneggiatrice e giornalista statunitense († 1980)
- 1903 - Russell Harlan, direttore della fotografia statunitense († 1974)
- 1903 - Joe Venuti, violinista statunitense († 1978)
- 1903 - Karl Zerbe, pittore tedesco († 1972)
- 1904 - Madre Luisa Arlotti, religiosa, insegnante e partigiana italiana († 1988)
- 1904 - Giovanni Battista Caneva, sportivo, sindacalista e politico italiano († 1947)
- 1904 - Marcel Pourbaix, chimico belga († 1998)
- 1904 - Ted Temme, nuotatore e pallanuotista britannico († 1978)
- 1905 - Gösta Dunker, allenatore di calcio e calciatore svedese († 1973)
- 1905 - Adnan Kapau Gani, politico indonesiano († 1968)
- 1905 - Vladimír Holan, poeta ceco († 1980)
- 1905 - Tino Scotti, attore e comico italiano († 1984)
- 1906 - Attilio Bartole, politico e farmacista italiano († 1997)
- 1906 - Franciszek Cebulak, calciatore polacco († 1960)
- 1906 - Jack Churchill, militare britannico († 1996)
- 1906 - Maurice Sachs, scrittore francese († 1945)
- 1906 - Ödön Zombori, lottatore ungherese († 1989)
- 1907 - Seth Neddermeyer, fisico statunitense († 1988)
- 1908 - Jacques Abtey, agente segreto francese († 1998)
- 1908 - John Brinck, canottiere statunitense († 1934)
- 1908 - Michele Montanari, cantante italiano († 1995)
- 1908 - Salvatore Todaro, militare italiano († 1942)
- 1908 - Friedrich Torberg, scrittore e traduttore austriaco († 1979)
- 1909 - Jón Ingi Guðmundsson, pallanuotista islandese († 1989)
- 1909 - Bjarne Rosén, calciatore norvegese († 1989)
- 1909 - Mario Turba, militare e aviatore italiano († 1942)
- 1910 - Else Alfelt, pittrice danese († 1974)
- 1910 - Beaumont Asquith, calciatore inglese († 1977)
- 1910 - Erich Kempka, militare tedesco († 1975)
- 1910 - Karl Kling, pilota automobilistico tedesco († 2003)
- 1910 - György Kutasi, pallanuotista ungherese († 1977)
- 1910 - Egidio Ortona, diplomatico italiano († 1996)
- 1910 - Chepudira Muthana Poonacha, politico indiano († 1990)
- 1910 - Henri Roessler, calciatore francese († 1978)
- 1910 - Leopold Vogl, calciatore austriaco († 1992)
- 1911 - Mario Meucci, calciatore italiano († 1996)
- 1911 - Nello Valzania, aviatore italiano († 1955)
- 1912 - Gino Sarfatti, designer e imprenditore italiano († 1985)
- 1912 - György Sárosi, calciatore e allenatore di calcio ungherese († 1993)
- 1913 - Félicien Marceau, scrittore e saggista belga († 2012)
- 1913 - Giacomo Soliman, militare italiano († 1937)
- 1914 - Miguel Candela, violinista e docente francese († 2000)
- 1914 - Allen Funt, produttore televisivo, regista televisivo e sceneggiatore statunitense († 1999)
- 1914 - Josef Peters, pilota automobilistico tedesco († 2001)
- 1914 - Andrea Rizzoli, editore, imprenditore e dirigente sportivo italiano († 1983)
- 1914 - Gina Roma, pittrice italiana († 2005)
- 1915 - Ennio Cocchi, pittore e disegnatore italiano († 1987)
- 1916 - Robert Llewellyn Bradshaw, politico nevisiano († 1978)
- 1916 - Aldo Petacchi, politico italiano († 1965)
- 1916 - M. S. Subbulakshmi, cantante indiana († 2004)
- 1917 - Mario Gomez d'Ayala, politico e avvocato italiano († 2008)
- 1917 - Dragutin Mitić, tennista jugoslavo († 1986)
- 1917 - Frank Moss, calciatore inglese († 1997)
- 1917 - Natale Rea, pugile e allenatore di pugilato italiano († 2007)
- 1917 - Mario Saracino, calciatore e allenatore di calcio italiano († 2002)
- 1917 - Alexander Schmorell, antifascista tedesco († 1943)
- 1917 - Jole Voleri, attrice italiana († 2009)
- 1918 - Allenby Chilton, allenatore di calcio e calciatore inglese († 1996)
- 1919 - Ennio Battelli, imprenditore e generale italiano († 1984)
- 1919 - Elio Bertocchi, ciclista su strada italiano († 1971)
- 1919 - Ines Boffardi, politica e partigiana italiana († 2014)
- 1919 - Lawrence Dobkin, attore e regista statunitense († 2002)
- 1919 - Silvano Grassi, calciatore e allenatore di calcio italiano († 1996)
- 1919 - Laurence Peter, psicologo canadese († 1990)
- 1919 - Hilde Purwin, agente segreta e giornalista tedesca († 2010)
- 1919 - Jacques-René Rabier, funzionario francese († 2019)
- 1919 - Mogens Wieth, attore danese († 1962)
- 1920 - Alberto Cardone, regista, sceneggiatore e montatore italiano († 1977)
- 1920 - Adriano Degano, dirigente pubblico italiano († 2014)
- 1920 - Miguel Diab, cestista uruguaiano († 1994)
- 1920 - Tom Farris, giocatore di football americano statunitense († 2002)
- 1920 - Bob Kinney, cestista statunitense († 1985)
- 1920 - Dick Klein, cestista e giocatore di baseball statunitense († 2000)
- 1920 - Gustavo Montini, politico italiano († 2004)
- 1920 - Gianfranco Pandolfini, pallanuotista italiano († 1997)
- 1920 - Mohammad Karim Pirnia, storico dell'architettura e architetto iraniano († 1997)
- 1920 - Hannie Schaft, partigiana olandese († 1945)
- 1920 - Évry Schatzman, astrofisico francese († 2010)
- 1920 - Lino Tonti, progettista italiano († 2002)
- 1920 - Joop Wille, calciatore olandese († 2009)
- 1921 - Achille Barilatti, militare e antifascista italiano († 1944)
- 1921 - Severino Citaristi, politico italiano († 2006)
- 1921 - Franco Enna, scrittore italiano († 1990)
- 1921 - Ursula Franklin, fisica e attivista tedesca († 2016)
- 1921 - Jon Hendricks, cantante statunitense († 2017)
- 1921 - Charlie Hoefer, cestista tedesco († 1983)
- 1921 - Siro Marcellini, regista e sceneggiatore italiano († 2013)
- 1921 - Renato Ruocco, compositore italiano († 1987)
- 1922 - Guy Hamilton, regista e sceneggiatore britannico († 2016)
- 1922 - Vittorio Marulli, ammiraglio italiano († 2000)
- 1922 - Marcel Mouloudji, cantante, compositore e attore francese († 1994)
- 1922 - Guido Nobel, sindacalista, politico e dirigente d'azienda svizzero († 2002)
- 1922 - Janis Paige, attrice statunitense († 2024)
- 1922 - Ursula Wölfel, scrittrice tedesca († 2014)
- 1923 - Lee Kuan Yew, politico e avvocato singaporiano († 2015)
- 1923 - Ștefan Stănculescu, allenatore di calcio e calciatore rumeno († 2013)
- 1923 - Robert De La Rouchefoucauld, partigiano francese († 2012)
- 1924 - Lauren Bacall, attrice statunitense († 2014)
- 1924 - Raoul Coutard, direttore della fotografia francese († 2016)
- 1924 - Piero Montecchi, fumettista italiano
- 1924 - Heinz Müller, ciclista su strada e pistard tedesco († 1975)
- 1924 - Antonio Orlini, politico italiano († 2006)
- 1924 - Anton Ploderer, calciatore e allenatore di calcio austriaco († 1985)
- 1924 - Generoso Romano, pittore e critico d'arte italiano († 2011)
- 1924 - Gianfranco De Bosio, regista, sceneggiatore e impresario teatrale italiano († 2022)
- 1925 - Charlie Byrd, chitarrista statunitense († 1999)
- 1925 - Christian Cabrol, cardiologo e politico francese († 2017)
- 1925 - Piero Corti, medico italiano († 2003)
- 1925 - Jacques Dessemme, cestista francese († 2019)
- 1925 - Joseph Gabriel Fernandez, vescovo cattolico indiano († 2023)
- 1925 - Eugene Garfield, linguista e editore statunitense († 2017)
- 1925 - Reimar Gilsenbach, scrittore, giornalista e attivista tedesco († 2001)
- 1925 - Charles Haughey, politico irlandese († 2006)
- 1925 - B.B. King, chitarrista, cantante e compositore statunitense († 2015)
- 1925 - Liliana Merlo, danzatrice e coreografa italiana († 2002)
- 1925 - Lucas Moreira Neves, cardinale, arcivescovo cattolico e teologo brasiliano († 2002)
- 1925 - Bruno Varani, cestista argentino († 2005)
- 1925 - Morgan Woodward, attore statunitense († 2019)
- 1926 - Antonio Abenoza, calciatore spagnolo († 1953)
- 1926 - Fred Below, batterista statunitense († 1988)
- 1926 - Tommy Bond, attore statunitense († 2005)
- 1926 - Mario Gori, poeta e scrittore italiano († 1970)
- 1926 - Doug Hepburn, sollevatore canadese († 2000)
- 1927 - Geo Balmelli, ex cestista svizzero
- 1927 - Peter Falk, attore e produttore televisivo statunitense († 2011)
- 1927 - Olle Johansson, pallanuotista e nuotatore svedese († 1994)
- 1927 - Jack Kelly, attore statunitense († 1992)
- 1927 - Giovanni Mangini, ex calciatore italiano
- 1927 - Gianfranco Moroldo, fotografo italiano († 2001)
- 1927 - Sadako Ogata, docente e diplomatica giapponese († 2019)
- 1927 - Marcello Paglia, partigiano italiano († 1945)
- 1928 - William Brown, ingegnere inglese († 2005)
- 1928 - John Adel Elya, vescovo cattolico libanese († 2019)
- 1929 - Francisco Bullrich, architetto e pittore argentino († 2011)
- 1929 - Dale E. Kildee, politico e insegnante statunitense († 2021)
- 1929 - Henri Lanoë, montatore francese († 2024)
- 1929 - Maurice Mewis, lottatore belga († 2017)
- 1929 - Arnošt Pazdera, calciatore cecoslovacco († 2021)
- 1929 - Jamshid bin Abdullah di Zanzibar, sultano tanzaniano († 2024)
- 1930 - Nicola Cucullo, politico italiano († 2015)
- 1930 - Anne Francis, attrice statunitense († 2011)
- 1930 - Jerry Parr, poliziotto statunitense († 2015)
- 1930 - António Teixeira, calciatore portoghese († 2003)
- 1931 - Matilda Cuomo, avvocato e attivista statunitense
- 1931 - Irene Galter, attrice italiana († 2018)
- 1931 - Jan Johansson, musicista svedese († 1968)
- 1931 - Zdeňka Kopanicová, cestista cecoslovacca († 2015)
- 1931 - Werner Lueg, mezzofondista tedesco († 2014)
- 1931 - Sergio Morin, calciatore e velista italiano († 2010)
- 1931 - George Sudarshan, fisico indiano († 2018)
- 1932 - Aatos Erkko, giornalista e editore finlandese († 2012)
- 1933 - Karel Dobbelaere, sociologo belga († 2024)
- 1933 - Edmundo Márquez, cestista e allenatore di pallacanestro messicano († 2012)
- 1933 - Vincenzo Scotti, politico italiano
- 1934 - Kurt Armbruster, calciatore svizzero († 2019)
- 1934 - Elgin Baylor, cestista, allenatore di pallacanestro e dirigente sportivo statunitense († 2021)
- 1934 - Jordi Bonareu, ex cestista spagnolo
- 1934 - George Chakiris, ballerino e attore statunitense
- 1934 - Eva Clayton, politica statunitense
- 1934 - Ronnie Drew, cantante e musicista irlandese († 2008)
- 1934 - Giuseppe Ghiberti, presbitero, teologo e biblista italiano († 2023)
- 1934 - Dick Heckstall-Smith, sassofonista britannico († 2004)
- 1934 - Tamara Manina, ex ginnasta sovietica
- 1934 - Willi Marquardt, calciatore tedesco orientale († 2017)
- 1934 - Gerry Melnyk, hockeista su ghiaccio e dirigente sportivo canadese († 2001)
- 1934 - Pieter Johannes Sijpesteijn, papirologo olandese († 1996)
- 1935 - Carl Andre, pittore e scultore statunitense († 2024)
- 1935 - Jules Bass, regista, produttore cinematografico e compositore statunitense († 2022)
- 1935 - Lidia Cavallini, giocatrice di curling italiana
- 1935 - Fosco Corti, direttore di coro, compositore e organista italiano († 1986)
- 1935 - Regina Schöpf, sciatrice alpina austriaca († 2008)
- 1935 - Eitan Tchernov, biologo, archeologo e zoologo israeliano († 2002)
- 1935 - Esther Vilar, scrittrice argentina
- 1936 - Yara Amaral, attrice brasiliana († 1988)
- 1936 - Gordon Beck, pianista e compositore britannico († 2011)
- 1936 - Luiz Alfredo Garcia-Roza, scrittore e psicanalista brasiliano († 2020)
- 1936 - Otto Göbl, bobbista tedesco († 2009)
- 1936 - Jakup Halil Mato, docente e critico letterario albanese († 2005)
- 1936 - Juhayman al-Otaybi, attivista saudita († 1980)
- 1937 - Franco Casellato, rugbista a 15 e dirigente sportivo italiano († 2010)
- 1937 - Bella Emberg, attrice britannica († 2018)
- 1937 - Mario Faticoni, attore e scrittore italiano
- 1937 - David Gitari, arcivescovo anglicano keniota († 2013)
- 1937 - Svetlana Karpinskaja, attrice sovietica († 2017)
- 1937 - David Luenberger, ingegnere e economista statunitense
- 1937 - Aleksandr Medved', lottatore sovietico († 2024)
- 1937 - Éva Pajor, nuotatrice ungherese († 2014)
- 1938 - David Benedictus, scrittore e produttore televisivo britannico († 2023)
- 1938 - Radka Brožková, cestista cecoslovacca († 2019)
- 1938 - Edward George, economista inglese († 2009)
- 1938 - Contardo Giorgi, aviatore italiano († 1976)
- 1938 - Taru Valjakka, soprano finlandese
- 1939 - Breyten Breytenbach, scrittore, pittore e attivista sudafricano († 2024)
- 1939 - Ricardo A. Broglia, fisico argentino († 2022)
- 1939 - Andrei Colompar, pianista e compositore romeno († 2006)
- 1939 - Bill McGill, cestista statunitense († 2014)
- 1939 - Allan Scott, sceneggiatore e produttore cinematografico britannico
- 1939 - Roger Westman, architetto britannico († 2020)
- 1940 - Tony Binarelli, illusionista e personaggio televisivo italiano († 2022)
- 1940 - Butch Buchholz, dirigente sportivo e ex tennista statunitense
- 1940 - Paola Campanile, scrittrice italiana († 2016)
- 1940 - Jutta Heine, ex velocista e ostacolista tedesca
- 1940 - Jim McManus, tennista statunitense († 2011)
- 1940 - Jeanette Myburgh, ex nuotatrice sudafricana
- 1941 - Aureliana Alberici, politica italiana
- 1941 - Joe Butler, cantante, batterista e arpista statunitense
- 1941 - David Hemblen, attore e doppiatore britannico († 2020)
- 1941 - Jim McBride, regista, sceneggiatore e produttore cinematografico statunitense
- 1941 - Amedeo Salfa, montatore italiano
- 1942 - Beverly Aadland, attrice statunitense († 2010)
- 1942 - Dennis Conner, velista statunitense
- 1942 - Bogdana Diaconescu, cestista rumena († 2017)
- 1942 - Susan L. Graham, informatica e matematica statunitense
- 1942 - Dimităr Sahanikov, ex cestista bulgaro
- 1942 - Ángel San Casimiro Fernández, vescovo cattolico e missionario spagnolo
- 1942 - Massimo Serafini, politico e scrittore italiano
- 1942 - Sergio Sorrentino, filosofo italiano
- 1942 - Guido Vivarelli, dirigente sportivo, allenatore di calcio e ex calciatore italiano
- 1943 - Andra Akers, attrice statunitense († 2002)
- 1943 - Cassiano, cantautore, compositore e chitarrista brasiliano († 2021)
- 1943 - Valentino Di Cerbo, vescovo cattolico italiano
- 1943 - Sabri Fejzullahu, cantante, attore e politico albanese
- 1943 - Jean Forster, ex cestista australiana
- 1943 - Oskar Lafontaine, politico tedesco
- 1943 - James Alan McPherson, scrittore statunitense († 2016)
- 1943 - Christine Terraillon, sciatrice alpina francese († 2023)
- 1943 - Keiichi Noda, doppiatore giapponese
- 1944 - Antonio Angelucci, imprenditore, editore e politico italiano
- 1944 - Babken Ararktsyan, politico e matematico armeno († 2023)
- 1944 - Nico de Bree, calciatore olandese († 2016)
- 1944 - Giovanna Löbau, ex calciatrice italiana
- 1944 - Michele Magno, sindacalista, politico e saggista italiano
- 1944 - Václav Migas, calciatore cecoslovacco († 2000)
- 1944 - Ard Schenk, ex pattinatore di velocità su ghiaccio olandese
- 1944 - David Thorne, diplomatico e imprenditore statunitense
- 1945 - Dario Cantarelli, attore teatrale e attore cinematografico italiano
- 1945 - Giorgio Caponetti, scrittore italiano
- 1945 - Palaniappan Chidambaram, politico e avvocato indiano
- 1945 - Cathee Dahmen, modella statunitense († 1997)
- 1945 - Kyösti Hämäläinen, ex pilota di rally finlandese
- 1945 - Biagio Marzo, politico e giornalista italiano
- 1945 - Ken McDonald, ex calciatore scozzese
- 1945 - Stanisław Paczka, slittinista polacco († 1969)
- 1945 - Sergej Paramonov, ex schermidore sovietico
- 1945 - Francesco Pecoraro, scrittore, poeta e architetto italiano
- 1945 - J. Peter Robinson, compositore e direttore d'orchestra britannico
- 1946 - Igor Bachner, ex calciatore cecoslovacco
- 1946 - Francisco Ballester, calciatore spagnolo († 1977)
- 1946 - Brahim Ghali, politico sahrawi
- 1946 - Raúl Párraga, ex calciatore peruviano
- 1946 - Camilo Sesto, cantante spagnolo († 2019)
- 1947 - Ilona Gusenbauer, ex altista austriaca
- 1947 - Michael R. McNulty, politico statunitense
- 1947 - Enzo Mingione, sociologo italiano
- 1947 - Elisabetta Rasy, giornalista, scrittrice e saggista italiana
- 1947 - Dieter Riedel, allenatore di calcio e ex calciatore tedesco orientale
- 1947 - Aleksandr Vladimirovič Ruckoj, politico russo
- 1947 - Alberto Statera, giornalista e scrittore italiano († 2016)
- 1947 - Luc Van den Bossche, politico belga
- 1948 - Adriano Carnevali, fumettista, enigmista e autore di giochi italiano
- 1948 - Rosie Casals, ex tennista statunitense
- 1948 - Gianni D'Errico, cantautore italiano († 1975)
- 1948 - Julia Donaldson, scrittrice e drammaturga britannica
- 1948 - Juan Fernández Vilela, calciatore spagnolo
- 1948 - Nicole Jamet, attrice e sceneggiatrice francese
- 1948 - Kenney Jones, batterista britannico
- 1948 - Arthur Schnabel, judoka tedesco († 2018)
- 1948 - Michael William Warfel, vescovo cattolico statunitense
- 1949 - Ed Begley Jr., attore statunitense
- 1949 - Paolo Brera, economista, scrittore e traduttore italiano († 2019)
- 1949 - Alfonso Maurizio Iacono, filosofo italiano
- 1949 - William Mahony, ex nuotatore canadese
- 1949 - Piero Marras, cantautore e polistrumentista italiano
- 1949 - Gianfranco Pagliarulo, politico e giornalista italiano
- 1949 - Maria Iolanda Palazzolo, storica e scrittrice italiana
- 1949 - Chrisye, cantante indonesiano († 2007)
- 1949 - Percy Rojas, ex calciatore peruviano
- 1949 - Vince Snowbarger, politico statunitense
- 1949 - Karl-Heinz Tritschler, ex arbitro di calcio tedesco
- 1949 - Aldo di Cillo Pagotto, arcivescovo cattolico brasiliano († 2020)
- 1950 - Jo Ann Emerson, politica statunitense
- 1950 - Sandy Faison, attrice e cantante statunitense
- 1950 - Henry Louis Gates Jr., scrittore, saggista e critico letterario statunitense
- 1950 - Choe In-seon, allenatore di pallacanestro sudcoreano
- 1950 - Gioacchino Maniscalco, attore, doppiatore e direttore del doppiaggio italiano
- 1950 - Loyola de Palacio, politica spagnola († 2006)
- 1950 - Pavel Panov, allenatore di calcio e calciatore bulgaro († 2018)
- 1950 - Herman Pluim, ex cestista olandese
- 1951 - Mariangela Bastico, politica e insegnante italiana
- 1951 - Stefano Cao, ingegnere e dirigente d'azienda italiano
- 1951 - Gregorio Estrada, ex cestista spagnolo
- 1951 - Andy Irvine, rugbista a 15 e dirigente sportivo britannico
- 1951 - René van de Kerkhof, ex calciatore olandese
- 1951 - Willy van de Kerkhof, ex calciatore olandese
- 1951 - Bernard Pouderon, grecista francese
- 1951 - Norma Rangeri, giornalista e critica televisiva italiana
- 1951 - Kenneth Rosén, allenatore di calcio e calciatore svedese († 2004)
- 1951 - Cornelius Sim, cardinale e vescovo cattolico bruneiano († 2021)
- 1952 - Steve Baumann, ex calciatore statunitense
- 1952 - Eugenio Sicomoro, fumettista e illustratore italiano
- 1952 - Marin Kurtela, ex calciatore croato
- 1952 - Salah Larbès, calciatore algerino († 2024)
- 1952 - Vitalij Malkin, imprenditore e politico russo
- 1952 - Pertti Mäkinen, medaglista e scultore finlandese
- 1952 - Giuseppe Oddo, giornalista e blogger italiano
- 1952 - Mickey Rourke, attore e sceneggiatore statunitense
- 1952 - Larry Sacharuk, allenatore di hockey su ghiaccio e ex hockeista su ghiaccio canadese
- 1952 - Lisa Tuttle, scrittrice statunitense
- 1952 - Peter Zoller, fisico austriaco
- 1952 - Ivan Čarota, traduttore, filologo e critico letterario bielorusso († 2024)
- 1953 - Lenny Clarke, attore statunitense
- 1953 - Massimo Dorati, cantautore e autore televisivo italiano († 2012)
- 1953 - Sabet El-Batal, calciatore egiziano († 2005)
- 1953 - Kurt Fuller, attore statunitense
- 1953 - Nancy Huston, scrittrice e saggista canadese
- 1953 - Earl Klugh, chitarrista e compositore statunitense
- 1953 - Gabriele Marchesi, vescovo cattolico e missionario italiano
- 1953 - Manuel Pellegrini, allenatore di calcio e ex calciatore cileno
- 1953 - Christopher Rich, attore statunitense
- 1954 - Ralph Abraham, politico statunitense
- 1954 - Mario D'Angelo, sociologo e politologo francese
- 1954 - Pat Du Pré, ex tennista statunitense
- 1954 - Marianne Flynner, cantante svedese
- 1954 - Colin Newman, cantante, polistrumentista e produttore discografico britannico
- 1955 - Günter Ambraß, ex sollevatore tedesco orientale
- 1955 - Ron Brewer, ex cestista e allenatore di pallacanestro statunitense
- 1955 - Sergej Pavlov, allenatore di calcio russo
- 1955 - Sandy Petersen, autore di giochi statunitense
- 1955 - Renan Calheiros, politico brasiliano
- 1955 - Claudio Ronco, musicista e violoncellista italiano
- 1955 - Pat Ryan, ex giocatore di football americano statunitense
- 1955 - Robin Yount, ex giocatore di baseball statunitense
- 1956 - Anatolij Beloglazov, ex lottatore russo
- 1956 - Sergej Beloglazov, ex lottatore sovietico
- 1956 - David Copperfield, illusionista statunitense
- 1956 - Alessandro Cusatelli, compositore italiano
- 1956 - Rob van Essen, ex cestista olandese
- 1956 - Peter Francis James, attore e doppiatore statunitense
- 1956 - Andy Keeley, ex calciatore inglese
- 1956 - Kevin Kregel, ex astronauta statunitense
- 1956 - Alan McClatchey, ex nuotatore britannico
- 1956 - Mauro Palmas, compositore, mandolinista e polistrumentista italiano
- 1956 - Norbert Ringels, ex calciatore tedesco
- 1956 - Mirko Šarović, politico bosniaco
- 1956 - Simonetta Tassinari, scrittrice italiana
- 1956 - Fabrizio Vigni, politico italiano
- 1957 - Sandra Amurri, giornalista, personaggio televisivo e opinionista italiana
- 1957 - Arambilet, scrittore, sceneggiatore e regista dominicano
- 1957 - Keith Connor, ex triplista britannico
- 1957 - Roberto Galbiati, allenatore di calcio e ex calciatore italiano
- 1957 - Savina Dolores Massa, scrittrice, poetessa e attrice italiana
- 1957 - Chris Mayotte, ex tennista statunitense
- 1957 - David McCreery, ex calciatore nordirlandese
- 1957 - Pierre Moscovici, funzionario e politico francese
- 1957 - Anca Parghel, cantante, musicista e insegnante rumena († 2008)
- 1957 - Assumpta Serna, attrice spagnola
- 1958 - Donald Antrim, scrittore statunitense
- 1958 - Andrea Azzali, ex rugbista a 15 italiano
- 1958 - Giuliana Campiglia, ex sciatrice alpina italiana
- 1958 - Oscar Collodo, ex rugbista a 15, allenatore di rugby a 15 e dirigente sportivo italiano
- 1958 - Orel Hershiser, ex giocatore di baseball statunitense
- 1958 - Mladen Ivanić, politico bosniaco
- 1958 - Thor Robert Johanssen, ex calciatore norvegese
- 1958 - Leslie Smith, ex sciatrice alpina statunitense
- 1958 - Neville Southall, ex calciatore e allenatore di calcio gallese
- 1958 - Jennifer Tilly, attrice, doppiatrice e giocatrice di poker statunitense
- 1959 - Carles Duarte i Montserrat, poeta, linguista e traduttore spagnolo
- 1959 - Maurizio Fantoni Minnella, scrittore, saggista e critico cinematografico italiano
- 1959 - Antonio Maria Gabellone, politico italiano
- 1959 - Tim Raines, ex giocatore di baseball statunitense
- 1960 - Jayne Brook, attrice statunitense
- 1960 - Kurt Busiek, fumettista statunitense
- 1960 - Sergio De Gregorio, giornalista e politico italiano
- 1960 - Igor Efimov, scacchista georgiano
- 1960 - Ean Evans, bassista statunitense († 2009)
- 1960 - Danny John-Jules, attore, cantante e ballerino inglese
- 1960 - Mikel Larrañaga, attore spagnolo
- 1960 - Taneti Maamau, politico gilbertese
- 1960 - Mike Mignola, fumettista statunitense
- 1960 - Tonino Viali, ex mezzofondista italiano
- 1961 - Angelo Cassani, mafioso italiano
- 1961 - Alessandro Cecchi Paone, giornalista, conduttore televisivo e divulgatore scientifico italiano
- 1961 - Carlos Conde, ex calciatore spagnolo
- 1961 - Fiona Graham, antropologa australiana († 2023)
- 1961 - Kevin LaVallée, ex hockeista su ghiaccio canadese
- 1961 - Phil Lafon, wrestler canadese
- 1961 - Mark Luckhurst, bassista e compositore britannico
- 1962 - Roberto Grigis, ex sciatore alpino italiano
- 1962 - Erik Hajas, ex pallamanista svedese
- 1962 - Liisa Hamalainen, ex cestista finlandese
- 1962 - Håkan Juholt, giornalista, politico e diplomatico svedese
- 1962 - Enzo Minerva, scacchista e compositore di scacchi italiano
- 1962 - Goran Perkovac, ex pallamanista e allenatore di pallamano croato
- 1962 - Hervé Phélippeau, ex mezzofondista francese
- 1962 - Claudio von Planta, regista svizzero
- 1962 - Roger Ross Williams, regista, sceneggiatore e produttore cinematografico statunitense
- 1962 - Eva Váňová, ex cestista slovacca
- 1963 - Andréa Beltrão, attrice e ballerina brasiliana
- 1963 - Biagio Conte, missionario italiano († 2023)
- 1963 - Katon W. DePena, cantante statunitense
- 1963 - Roberto Erlacher, ex sciatore alpino italiano
- 1963 - Luc Frieden, politico e avvocato lussemburghese
- 1963 - Massimo Gadda, allenatore di calcio e ex calciatore italiano
- 1963 - Tor Helge Gauteplass, ex sciatore alpino norvegese
- 1963 - Ute Hasse, ex nuotatrice tedesca occidentale
- 1963 - Richard Johnson, ex giocatore di football americano statunitense
- 1963 - Richard Marx, cantautore, compositore e produttore discografico statunitense
- 1963 - Patrizia Prestipino, politica italiana
- 1963 - Leslie Wing Pomeroy, attrice statunitense
- 1964 - Herbert Baumann, ex calciatore svizzero
- 1964 - Glenn Beringen, ex nuotatore australiano
- 1964 - Rossy de Palma, attrice spagnola
- 1964 - Nicolas Hénard, ex velista francese
- 1964 - Giancarlo Marini, allenatore di calcio e ex calciatore italiano
- 1964 - Alessandro Nuccorini, allenatore di calcio a 5 e allenatore di calcio italiano
- 1964 - Mirosława Pabijasz, ex cestista polacca
- 1964 - Pavol Rankov, scrittore, saggista e giornalista slovacco
- 1964 - Dave Sabo, chitarrista statunitense
- 1964 - Erwin Schwab, astronomo tedesco
- 1964 - Molly Shannon, attrice e comica statunitense
- 1965 - Martin Baltscheit, scrittore e illustratore tedesco
- 1965 - Aleksandr Vladimirovič Basov, regista, attore e sceneggiatore russo
- 1965 - Craig Borten, sceneggiatore e attore statunitense
- 1965 - Carlos Alberto Breis Pereira, arcivescovo cattolico brasiliano
- 1965 - Maria Chiara Carrozza, politica e fisica italiana
- 1965 - Hutson Charles, allenatore di calcio e ex calciatore trinidadiano
- 1965 - Katy Kurtzman, attrice statunitense
- 1965 - Lo Kuo-Chong, ex giocatore di baseball taiwanese
- 1965 - Muanamosi Matumona, presbitero, teologo e sociologo angolano († 2011)
- 1965 - Juan Padilla, giocatore di baseball cubano
- 1965 - Karl-Heinz Riedle, dirigente sportivo, allenatore di calcio e ex calciatore tedesco
- 1966 - Sejo Bukva, ex cestista bosniaco
- 1966 - John Bel Edwards, politico e ex militare statunitense
- 1966 - Sean Frye, attore statunitense
- 1966 - Roddy Grant, ex calciatore scozzese
- 1966 - Andrej Konstantinovič Lugovoj, agente segreto russo
- 1966 - Elizabeth McCracken, scrittrice statunitense
- 1966 - Pippo Pelo, conduttore radiofonico e personaggio televisivo italiano
- 1966 - Kevin Young, ex ostacolista statunitense
- 1967 - Makoto Atsuta, ex calciatore giapponese
- 1967 - Daniele Balli, allenatore di calcio e ex calciatore italiano
- 1967 - Maria Luís Albuquerque, politica portoghese
- 1967 - Stefano Cembali, ex ciclista su strada italiano
- 1967 - Gabriele Mirabassi, clarinettista italiano
- 1967 - Hiroya Oku, fumettista giapponese
- 1967 - Seo Hyo-won, ex calciatore sudcoreano
- 1967 - Mike Smith, ex multiplista canadese
- 1967 - Kelsey Weems, cestista statunitense († 2019)
- 1968 - Rafael Alkorta, ex calciatore, allenatore di calcio e dirigente sportivo spagnolo
- 1968 - Ellen Allien, musicista e produttrice discografica tedesca
- 1968 - Marc Anthony, cantante e attore statunitense
- 1968 - Walt Becker, regista e attore statunitense
- 1968 - Tara Cross, ex pallavolista statunitense
- 1968 - Charles McRae, ex giocatore di football americano statunitense
- 1968 - Federico Vassallo, cantautore italiano
- 1969 - Andrea Boattini, astronomo italiano
- 1969 - Akaki Chachua, ex lottatore georgiano
- 1969 - Hernán Cristante, allenatore di calcio e ex calciatore argentino
- 1969 - David Daniels, ex giocatore di football americano statunitense
- 1969 - Laurent Desbiens, ex ciclista su strada francese
- 1969 - Ernesto Fazzalari, mafioso italiano
- 1969 - Justine Frischmann, cantante e pittrice britannica
- 1969 - Massimo Giordano, politico italiano
- 1969 - Emanuele Guidi, arciere sammarinese
- 1969 - Li Yonghong, imprenditore e dirigente sportivo cinese
- 1969 - Doug Martsch, musicista statunitense
- 1969 - Chester McGlockton, giocatore di football americano statunitense († 2011)
- 1969 - Mauro Mitilini, carabiniere italiano († 1991)
- 1969 - Carlo Gabriel Nero, sceneggiatore e regista britannico
- 1969 - Roy Paci, trombettista, cantante e compositore italiano
- 1969 - Francisco Javier Sánchez Jara, allenatore di calcio e ex calciatore spagnolo
- 1969 - Zbigniew Wyciszkiewicz, ex calciatore polacco
- 1969 - Arno van Zwam, ex calciatore olandese
- 1970 - Alfredo Aglietti, allenatore di calcio e ex calciatore italiano
- 1970 - Fabrizio Casazza, allenatore di calcio e ex calciatore italiano
- 1970 - Doug Cockle, attore, direttore del doppiaggio e doppiatore statunitense
- 1970 - Gabriele Coen, sassofonista, clarinettista e flautista italiano
- 1970 - Giorge Díaz, ex giocatore di baseball cubano
- 1970 - Sandi Simcha DuBowski, regista e produttore cinematografico statunitense
- 1970 - Tamron Hall, giornalista e conduttrice televisiva statunitense
- 1970 - Kunio Nagayama, ex calciatore giapponese
- 1970 - Jurij Nykyforov, ex calciatore sovietico
- 1970 - Shinsuke Sato, regista e sceneggiatore giapponese
- 1971 - Guillermo Alder, fondista argentino
- 1971 - Annelise Coberger, ex sciatrice alpina neozelandese
- 1971 - Massimiliano Gentili, ex ciclista su strada italiano
- 1971 - Karsten Kobs, ex martellista tedesco
- 1971 - Vladislav Kondratov, ex cestista russo
- 1971 - Sharon Luengo, modella venezuelana
- 1971 - Amy Poehler, attrice, comica e regista statunitense
- 1971 - Shawntel Smith, modella statunitense
- 1971 - Ricardo Cámara Sobral, allenatore di calcio a 5 e ex giocatore di calcio a 5 brasiliano
- 1971 - Sean Sullivan, ex calciatore maltese
- 1972 - Marco Anghileri, alpinista italiano († 2014)
- 1972 - Mark Bruener, ex giocatore di football americano statunitense
- 1972 - Ted Chronopoulos, ex calciatore statunitense
- 1972 - Dmitrij D'jačenko, regista russo
- 1972 - Sprent Dabwido, politico nauruano († 2019)
- 1972 - Mike Doyle, attore statunitense
- 1972 - Francisco Javier González Peña, ex calciatore spagnolo
- 1972 - Samo Gostiša, ex saltatore con gli sci sloveno
- 1972 - Ramon van Haaren, ex calciatore olandese
- 1972 - Tomomi Manako, pilota motociclistico giapponese
- 1972 - Rodrigo Pastore, ex cestista e allenatore di pallacanestro argentino
- 1972 - Vebjørn Rodal, ex mezzofondista norvegese
- 1972 - César Velásquez, ex calciatore paraguaiano
- 1972 - Daniele Vergnaghi, ex pallavolista italiano
- 1973 - Aleksandrs Isakovs, ex calciatore lettone
- 1973 - Nosferatu, disc jockey olandese
- 1973 - Cristina Patelli, politica italiana
- 1973 - Clint Peay, allenatore di calcio e ex calciatore statunitense
- 1973 - Michał Staniszewski, ex canoista polacco
- 1973 - Aleksandr Vinokurov, dirigente sportivo e ex ciclista su strada kazako
- 1974 - Monique Brumby, cantante australiana
- 1974 - Joaquín Castro, politico e avvocato statunitense
- 1974 - Julián Castro, politico statunitense
- 1974 - Frédéric Da Rocha, allenatore di calcio e ex calciatore francese
- 1974 - Elena Di Cioccio, attrice, conduttrice televisiva e conduttrice radiofonica italiana
- 1974 - Lassina Diabaté, ex calciatore ivoriano
- 1974 - Tom Dolan, ex nuotatore statunitense
- 1974 - Alireza Emamifar, allenatore di calcio e ex calciatore iraniano
- 1974 - Fricson George, ex calciatore ecuadoriano
- 1974 - Mario Haas, ex calciatore austriaco
- 1974 - Igor Jančevski, ex calciatore macedone
- 1974 - Lorenzo Manta, ex tennista svizzero
- 1974 - Fernando Niño Bejarano, ex calciatore spagnolo
- 1974 - Joaquín Reyes, attore spagnolo
- 1974 - Wendy Schaeffer, cavallerizza australiana
- 1974 - Ed Stoppard, attore britannico
- 1974 - Armando Sá, ex calciatore mozambicano
- 1974 - Robel Teklemariam, ex fondista etiope
- 1974 - Loona, cantautrice e ballerina olandese
- 1975 - Gal Fridman, velista israeliano
- 1975 - Mike Gizzi, ex cestista statunitense
- 1975 - Denique Graves, ex cestista e allenatrice di pallacanestro statunitense
- 1975 - Petra Haltmayr, ex sciatrice alpina tedesca
- 1975 - Antonio Hortelano, attore spagnolo
- 1975 - Iōakeim Iōakeim, ex calciatore cipriota
- 1975 - Shannon Noll, cantante australiano
- 1975 - Toks Olagundoye, attrice nigeriana
- 1975 - Pest, cantante norvegese
- 1975 - Amy Price-Francis, attrice inglese
- 1975 - Thekla Reuten, attrice olandese
- 1975 - Mohammed Sinwar, politico palestinese († 2025)
- 1975 - Tim Sullivan, atleta paralimpico australiano
- 1975 - Ray Tutt, ex cestista statunitense
- 1975 - Todd Weiner, ex giocatore di football americano statunitense
- 1975 - Candra Wijaya, ex giocatore di badminton indonesiano
- 1975 - Brett Williams, attore e regista sudafricano
- 1975 - María José Zaldívar, politica e avvocata cilena
- 1975 - Craig Zobel, regista, sceneggiatore e produttore cinematografico statunitense
- 1975 - Rossana de los Ríos, ex tennista paraguaiana
- 1976 - Tina Barrett, cantautrice e attrice inglese
- 1976 - Greg Buckner, ex cestista e allenatore di pallacanestro statunitense
- 1976 - Luis Fernando Centi, allenatore di calcio e ex calciatore italiano
- 1976 - Adel Chedli, ex calciatore tunisino
- 1976 - Elīna Garanča, mezzosoprano lettone
- 1976 - Kim So-hui, ex pattinatrice di short track sudcoreana
- 1976 - Jean-Marc Kraidy, ex cestista ivoriano
- 1976 - Dmïtrïý Lyapkïn, ex calciatore kazako
- 1976 - Josafat Moščyč, vescovo cattolico ucraino
- 1976 - Ok Eun-hui, ex cestista sudcoreana
- 1976 - Etorouji Shiono, fumettista giapponese
- 1976 - Valeria Valente, politica italiana
- 1976 - Tyrone Washington, ex cestista statunitense
- 1976 - Aleksandrs Ņiživijs, ex hockeista su ghiaccio lettone
- 1977 - Stefano Borghesi, politico italiano
- 1977 - Brunella Carrafelli, nuotatrice artistica italiana
- 1977 - Caterina Farassino, fotografa e cantante italiana († 2005)
- 1977 - Musiq Soulchild, cantante statunitense
- 1977 - Lorenzo Kruger, cantautore italiano
- 1977 - Philip Ng, attore, artista marziale e coreografo cinese
- 1977 - Dario Piombino-Mascali, antropologo e archeologo italiano
- 1977 - Irina Rodríguez, sincronetta spagnola
- 1977 - Josip Šimić, ex calciatore croato
- 1978 - Ruslan Baltıev, ex calciatore kazako
- 1978 - Monica Bello, ex cestista australiana
- 1978 - Dan Dickau, ex cestista e allenatore di pallacanestro statunitense
- 1978 - Eric Downing, ex giocatore di football americano statunitense
- 1978 - Suad Filekovič, ex calciatore sloveno
- 1978 - Marius Folgerø, giocatore di calcio a 5 e ex calciatore norvegese
- 1978 - Esteban Nicolás González, allenatore di calcio e ex calciatore argentino
- 1978 - Alina Gorghiu, politica rumena
- 1978 - Bariša Krasić, ex cestista e allenatore di pallacanestro bosniaco
- 1978 - Miguel Ángel Lozano, ex calciatore spagnolo
- 1978 - Ebrahim Mirzapour, ex calciatore iraniano
- 1978 - Michael Mosley, attore statunitense
- 1978 - Stephanie Murphy, politica statunitense
- 1978 - Pasi Puistola, hockeista su ghiaccio finlandese
- 1978 - Salah Samadi, ex calciatore algerino
- 1978 - Michael Uhrmann, ex saltatore con gli sci tedesco
- 1978 - Serhij Valjajev, allenatore di calcio e ex calciatore ucraino
- 1979 - Ava Addams, attrice pornografica francese
- 1979 - Francesco Consigli, ex hockeista su pista italiano
- 1979 - Flo Rida, rapper statunitense
- 1979 - Ricardo Esteves, ex calciatore portoghese
- 1979 - Amir Koku, ex calciatore sudanese
- 1979 - Soo Ae, attrice sudcoreana
- 1979 - Alessio Tenani, orientista italiano
- 1979 - Keisuke Tsuboi, ex calciatore giapponese
- 1980 - Gaia Bermani Amaral, attrice, conduttrice televisiva e ex modella italiana
- 1980 - Federico Cappellazzo, ex nuotatore italiano
- 1980 - Marcos Gelabert, ex calciatore argentino
- 1980 - Jadel Gregório, triplista e lunghista brasiliano
- 1980 - Martin Horák, ex calciatore ceco
- 1980 - Special D, disc jockey tedesco
- 1980 - Mbulelo Mabizela, ex calciatore sudafricano
- 1980 - Lukáš Melich, martellista ceco
- 1980 - Olivier Nzuzi, ex calciatore della Repubblica Democratica del Congo
- 1980 - Daichi Sawano, astista giapponese
- 1980 - Alessandro Vanotti, ex ciclista su strada italiano
- 1980 - Radoslav Zabavník, ex calciatore slovacco
- 1980 - Patrik Štefan, ex hockeista su ghiaccio ceco
- 1981 - Alexis Bledel, attrice e modella statunitense
- 1981 - Marcin Drzymont, ex calciatore polacco
- 1981 - Fan Bingbing, attrice, cantante e produttrice cinematografica cinese
- 1981 - LaVerne Jones-Ferrette, velocista americo-verginiana
- 1981 - Kang Yeong-suk, ex cestista sudcoreana
- 1981 - Lee Jin-wook, attore sudcoreano
- 1981 - Daniel Martín Alexandre, ex calciatore spagnolo
- 1981 - Simona Mușat, canottiera rumena
- 1981 - Admir Raščić, ex calciatore bosniaco
- 1981 - Francesco Tristano Schlimé, pianista e compositore lussemburghese
- 1981 - Rodrigo Sorogoyen, regista, sceneggiatore e produttore cinematografico spagnolo
- 1981 - Jendrek Stanek, ex sciatore alpino tedesco
- 1981 - Sandra Sánchez, karateka spagnola
- 1981 - Chazz Witherspoon, pugile statunitense
- 1982 - Koby Altman, dirigente sportivo statunitense
- 1982 - Leon Britton, allenatore di calcio, dirigente sportivo e ex calciatore inglese
- 1982 - Nick DeWitz, ex cestista statunitense
- 1982 - Omar Gamal, ex calciatore egiziano
- 1982 - Linus Gerdemann, ex ciclista su strada tedesco
- 1982 - Giacomo Guidi, schermidore italiano
- 1982 - Marián Had, calciatore slovacco
- 1982 - Juninho, allenatore di calcio e ex calciatore brasiliano
- 1982 - Barbara Engleder, tiratrice a segno tedesca
- 1982 - Martin Lejsal, ex calciatore ceco
- 1982 - Livio Minafra, compositore e pianista italiano
- 1982 - Richard Pitino, allenatore di pallacanestro statunitense
- 1982 - Kenan Ragipović, ex calciatore serbo
- 1982 - Michele Rizzo, ex rugbista a 15 e allenatore di rugby a 15 italiano
- 1982 - Stephen Sir, ex cestista canadese
- 1982 - José Rui Tavares da Veiga, ex calciatore portoghese
- 1983 - Katerine Avgoustakis, cantante belga
- 1983 - Jennifer Blake, wrestler canadese
- 1983 - Kirsty Coventry, ex nuotatrice, dirigente sportiva e politica zimbabwese
- 1983 - Wayne Henderson, ex calciatore irlandese
- 1983 - Immanuel Casto, cantautore, autore di giochi e attivista italiano
- 1983 - Thomas Jacobsen, ex calciatore norvegese
- 1983 - Ben Jacobson, ex cestista statunitense
- 1983 - Anne Keothavong, ex tennista, allenatrice di tennis e telecronista sportiva britannica
- 1983 - Andrea Mengoni, allenatore di calcio e ex calciatore italiano
- 1983 - Aylin Prandi, attrice e cantante francese
- 1984 - Sabrina Bryan, ballerina, attrice e cantante statunitense
- 1984 - Stanley Burrell, ex cestista statunitense
- 1984 - Chang Yongxiang, lottatore cinese
- 1984 - Dušan Đurić, ex calciatore svedese
- 1984 - Harry Douglas, giocatore di football americano statunitense
- 1984 - Mamdouh Elssbiay, culturista egiziano
- 1984 - Maryam Yusuf Jamal, mezzofondista bahreinita
- 1984 - Joanna Kaczor, ex pallavolista polacca
- 1984 - Rie Kokubo, modella giapponese
- 1984 - István Kovács, arbitro di calcio rumeno
- 1984 - Katie Melua, cantautrice e musicista georgiana
- 1984 - Jarrell Sale, calciatore samoano
- 1984 - Johanna Schnarf, ex sciatrice alpina italiana
- 1984 - Katarzyna Skorupa, pallavolista polacca
- 1984 - Margherita Tramutoli, fumettista e scrittrice italiana
- 1985 - Johan Absalonsen, ex calciatore danese
- 1985 - Ernest Akouassaga, ex calciatore gabonese
- 1985 - Sandro Burki, dirigente sportivo, allenatore di calcio e ex calciatore svizzero
- 1985 - Carlo Cantone, cestista italiano
- 1985 - Algı Eke, attrice turca
- 1985 - Javier Forés, pilota motociclistico spagnolo
- 1985 - Petter Gustafsson, ex calciatore svedese
- 1985 - Warren Hoburg, astronauta statunitense
- 1985 - Jarrod Kenny, cestista neozelandese
- 1985 - Max Minghella, attore, sceneggiatore e produttore cinematografico britannico
- 1985 - Dayro Moreno, calciatore colombiano
- 1985 - Fábio Santos Romeu, ex calciatore brasiliano
- 1985 - Stefano Travisani, arciere italiano
- 1985 - Tom Varndell, rugbista a 15 e allenatore di rugby a 15 inglese
- 1985 - Madeline Zima, attrice statunitense
- 1985 - Badr bin Abd Allah bin Mohammed bin Farhan Al Saud, principe, dirigente d'azienda e politico saudita
- 1986 - Gaëtan Belaud, calciatore francese
- 1986 - Julián Estéban, ex calciatore svizzero
- 1986 - Magdalena Fularczyk, canottiera polacca
- 1986 - Iván García Casado, cestista spagnolo
- 1986 - Ian Harding, attore statunitense
- 1986 - Hossein Mahini, calciatore iraniano
- 1986 - Brian Perez, ex calciatore gibilterriano
- 1986 - Kyla Pratt, attrice e cantante statunitense
- 1986 - Karin Previtali, calciatrice italiana
- 1986 - Arianna Schivo, cavallerizza italiana
- 1986 - Dmitrij Šarafutdinov, arrampicatore russo
- 1986 - Michael James Shaw, attore e scrittore statunitense
- 1986 - Sebastian Strandvall, ex calciatore finlandese
- 1986 - Resul Tekeli, pallavolista turco
- 1986 - Jonas Van Genechten, ex ciclista su strada belga
- 1986 - Amir Weintraub, ex tennista israeliano
- 1987 - Suzie Bates, ex cestista e crickettista neozelandese
- 1987 - Merve Boluğur, attrice e modella turca
- 1987 - Erik Bråthen, ex calciatore norvegese
- 1987 - Laura Dundovic, modella australiana
- 1987 - Omid Ebrahimi, calciatore iraniano
- 1987 - Dwayne Harris, ex giocatore di football americano statunitense
- 1987 - Sarah Hay, attrice e ex ballerina statunitense
- 1987 - Lawrence Hill, ex cestista statunitense
- 1987 - Yoann Jaumel, pallavolista francese
- 1987 - Daren Kagasoff, attore statunitense
- 1987 - Dominique Kivuvu, ex calciatore olandese
- 1987 - Kyle Lafferty, calciatore nordirlandese
- 1987 - Cemal Nalga, cestista turco
- 1987 - Louis Ngwat-Mahop, ex calciatore camerunese
- 1987 - Silvia Sarni, cestista italiana
- 1987 - Patrik Tybor, ex ciclista su strada slovacco
- 1988 - Naruphol Ar-Romsawa, calciatore thailandese
- 1988 - Talor Battle, ex cestista e allenatore di pallacanestro statunitense
- 1988 - Corben Bone, ex calciatore statunitense
- 1988 - Dan Clark, ex cestista britannico
- 1988 - Marco Dondi, pilota motociclistico italiano
- 1988 - Muzafer Ejupi, ex calciatore macedone
- 1988 - Teddy Geiger, attrice e cantautrice statunitense
- 1988 - Maret Grothues, pallavolista olandese
- 1988 - Kendall Hunter, giocatore di football americano statunitense
- 1988 - Emmanuel Imorou, ex calciatore beninese
- 1988 - John Johnson, ex calciatore inglese
- 1988 - Dominik Kaiser, ex calciatore tedesco
- 1988 - Farida al-Abani, politica svedese
- 1988 - Marion Pellissier, ex sciatrice alpina francese
- 1988 - Anna Popplewell, attrice britannica
- 1988 - Prince Ea, produttore cinematografico, poeta e rapper statunitense
- 1988 - Shara Proctor, lunghista anguillana
- 1988 - Ángel Fernández Pérez, pallamanista spagnolo
- 1988 - Davide Reati, cestista italiano
- 1988 - Amini Silatolu, giocatore di football americano statunitense
- 1988 - Dīmītrios Siovas, calciatore greco
- 1988 - Sarah Steele, attrice statunitense
- 1988 - Deon Thompson, cestista statunitense
- 1988 - Ibrahim Traoré, calciatore ivoriano
- 1988 - Bob de Voogd, hockeista su prato olandese
- 1989 - Thomas Aloyseous, giocatore di calcio a 5 e calciatore norvegese
- 1989 - Takuya Aoki, ex calciatore giapponese
- 1989 - Valentina Carretta, ex ciclista su strada italiana
- 1989 - Bailey De Young, attrice e ballerina statunitense
- 1989 - Geoffrey Doumayrou, ex rugbista a 15 francese
- 1989 - Braden Holtby, hockeista su ghiaccio canadese
- 1989 - Marco Höger, calciatore tedesco
- 1989 - Samuel Kaloros, calciatore vanuatuano
- 1989 - Thabang Monare, calciatore sudafricano
- 1989 - Renê Júnior, ex calciatore brasiliano
- 1989 - Salomón Rondón, calciatore venezuelano
- 1989 - Song Boxuan, calciatore cinese
- 1989 - Jorge Villafaña, ex calciatore statunitense
- 1989 - Barbara Wirth, ex sciatrice alpina tedesca
- 1990 - Jean Barrientos, calciatore uruguaiano
- 1990 - Karim Boudiaf, calciatore algerino
- 1990 - Antonia Göransson, ex calciatrice svedese
- 1990 - Todd Harrity, giocatore di squash statunitense
- 1990 - Tommaso Iannone, ex rugbista a 15 italiano
- 1990 - Oliver Naesen, ciclista su strada belga
- 1990 - Matilde Ortiz, pallanuotista spagnola
- 1990 - Amedej Vetrih, ex calciatore sloveno
- 1990 - Antje Von Seydlitz-Kurzbach, canottiera canadese
- 1991 - Douwe Amels, altista olandese
- 1991 - Gregor Breinburg, calciatore olandese
- 1991 - Cameron Clark, cestista statunitense
- 1991 - Guillem Colom, cestista andorrano
- 1991 - Junior Eldstål, calciatore malaysiano
- 1991 - Jonathan Herrera, calciatore argentino
- 1991 - Karl Larson, ex calciatore svedese
- 1991 - Ronald Mukiibi, calciatore svedese
- 1991 - Jamal Olasewere, ex cestista statunitense
- 1991 - Blanca Parés, attrice spagnola
- 1991 - Federico Ramos, calciatore uruguaiano
- 1991 - Luke Rowe, calciatore inglese
- 1991 - Sulaiman Sesay-Fullah, ex calciatore sierraleonese
- 1991 - Kyle Smith, pilota motociclistico britannico
- 1991 - Marlon Teixeira, modello brasiliano
- 1991 - Xu Yanlu, calciatrice cinese
- 1992 - Iliass Bel Hassani, calciatore olandese
- 1992 - Valentin Belaud, pentatleta francese
- 1992 - Vytenis Čižauskas, cestista lituano
- 1992 - Danielle Cox, calciatrice inglese
- 1992 - Debora Fragni, calciatrice italiana
- 1992 - Derek Guimond, pallavolista statunitense
- 1992 - Joseph-Claude Gyau, calciatore statunitense
- 1992 - Nick Jonas, cantautore, attore e musicista statunitense
- 1992 - Amos Kipruto, maratoneta keniota
- 1992 - Jonas Knudsen, calciatore danese
- 1992 - Yumiko Mochimaru, ex pallavolista giapponese
- 1992 - Lorenzo Molinaro, cestista italiano
- 1992 - Guaynaa, rapper e cantante portoricano
- 1992 - Jake Roche, cantante e attore inglese
- 1992 - Manōlīs Rovithīs, calciatore greco
- 1992 - Daniel Stock, fondista norvegese
- 1992 - Chase Stokes, attore statunitense
- 1992 - Niv Sultan, attrice e modella israeliana
- 1993 - Jaron Blossomgame, cestista statunitense
- 1993 - Amy Bowtell, ex tennista irlandese
- 1993 - Ivan Bukin, danzatore su ghiaccio russo
- 1993 - Sam Byram, calciatore inglese
- 1993 - Bryson DeChambeau, golfista statunitense
- 1993 - Jasmine Flury, sciatrice alpina svizzera
- 1993 - Mack Hollins, giocatore di football americano statunitense
- 1993 - Truls Engen Korsæth, ex ciclista su strada norvegese
- 1993 - Salvatore Maresca, ginnasta italiano
- 1993 - O Kang-chol, sollevatore nordcoreano
- 1993 - Tayla Parks, cantautrice, musicista e attrice statunitense
- 1993 - Geoff Swaim, giocatore di football americano statunitense
- 1993 - David Tiram, calciatore israeliano
- 1993 - Metro Boomin, produttore discografico e disc jockey statunitense
- 1993 - Andrew Wilson, ex nuotatore statunitense
- 1994 - Matija Almaši, giocatore di football americano serbo
- 1994 - Chris Carson, ex giocatore di football americano statunitense
- 1994 - Nekagenet Crippa, mezzofondista italiano
- 1994 - Maikel Delacalle, cantante e rapper spagnolo
- 1994 - Han Yutong, pattinatrice di short track cinese
- 1994 - Martin Hermannsson, cestista islandese
- 1994 - Kiera Hogan, wrestler statunitense
- 1994 - Ahlidin Israilov, calciatore kirghiso
- 1994 - Tori Jankoska, ex cestista statunitense
- 1994 - Marc Loving, cestista statunitense
- 1994 - Dīmītrīs Manos, calciatore greco
- 1994 - Aleksandar Mitrović, calciatore serbo
- 1994 - Avery Moss, giocatore di football americano statunitense
- 1994 - Daudet N'Dongala, calciatore francese
- 1994 - Bruno Petković, calciatore croato
- 1994 - Mina Popović, pallavolista serba
- 1994 - Semmie Radji, giocatore di football americano olandese
- 1994 - Iván Torres, calciatore paraguaiano
- 1994 - Florin Wagner, calciatrice tedesca
- 1994 - Nigel Williams-Goss, cestista statunitense
- 1994 - Riccardo Zanotti, cantautore, produttore discografico e polistrumentista italiano
- 1994 - Stéfano de Gregorio, attore argentino
- 1995 - Abdul-Malik Abu, cestista statunitense
- 1995 - Jan Andrejašič, calciatore sloveno
- 1995 - Jarlan Barrera, calciatore colombiano
- 1995 - Timur Bartels, attore e doppiatore tedesco
- 1995 - Aaron Gordon, cestista statunitense
- 1995 - Natalia Maliszewska, pattinatrice di short track polacca
- 1995 - Samaje Perine, giocatore di football americano statunitense
- 1995 - Alain Pons, calciatore gibilterriano
- 1995 - Ezequiel Ruiz, calciatore argentino
- 1995 - Tevita Waranaivalu, calciatore figiano
- 1996 - Alexis Blin, calciatore francese
- 1996 - Evan Brown, giocatore di football americano statunitense
- 1996 - Terence Groothusen, calciatore olandese
- 1996 - Álvaro Hodeg, ciclista su strada colombiano
- 1996 - Huang Bokai, astista cinese
- 1996 - Emanuel Iñiguez, calciatore argentino
- 1996 - Sara Ketiš, calciatrice e karateka slovena
- 1996 - Lamprinī Kōnstantinidou, pallavolista greca
- 1996 - James Pierre, giocatore di football americano statunitense
- 1996 - Martin Rubeš, schermidore ceco
- 1996 - Akhmed Usmanov, lottatore russo
- 1996 - Ryusei Yokohama, attore e modello giapponese
- 1997 - Miguel Berry, calciatore spagnolo
- 1997 - Sara Fantini, martellista italiana
- 1997 - Víctor García, calciatore spagnolo
- 1997 - Tasa Jiya, velocista olandese
- 1997 - Zsanett Kaján, calciatrice ungherese
- 1997 - Elena Kampouris, attrice statunitense
- 1997 - Jonathan Marshall, giocatore di football americano statunitense
- 1997 - Lea Meyer, siepista e mezzofondista tedesca
- 1997 - Arttu Mäkiaho, combinatista nordico finlandese
- 1997 - José Manuel Núñez Martín, calciatore spagnolo
- 1997 - Guillermo Padula, calciatore uruguaiano
- 1997 - Sydney Payne, canottiera canadese
- 1997 - Jonathan Rodríguez, pallavolista portoricano
- 1997 - Jackie Young, cestista statunitense
- 1997 - Viti Rozada, calciatore spagnolo
- 1998 - Grace Anigbata, triplista, altista e lunghista nigeriana
- 1998 - DeeJay Dallas, giocatore di football americano statunitense
- 1998 - Zoir Džuraboev, calciatore tagiko
- 1998 - Mary Lake, pallavolista statunitense
- 1998 - Jean-Pierre Stadler, giocatore di football americano svizzero
- 1998 - Robert Stannard, ciclista su strada australiano
- 1998 - Aurora Tognetti, pentatleta italiana
- 1998 - Charles Vanhoutte, calciatore belga
- 1999 - McClendon Curtis, giocatore di football americano statunitense
- 1999 - Simone Davi, calciatore italiano
- 1999 - Kyrylo Dryšljuk, calciatore ucraino
- 1999 - Matteo Franzoso, sciatore alpino italiano
- 1999 - Mao Yi, ginnasta cinese
- 1999 - Martin Sawi, calciatore sudsudanese
- 1999 - Alli Stumler, pallavolista statunitense
- 1999 - Brady Tkachuk, hockeista su ghiaccio statunitense
- 1999 - Aoi Watanabe, pattinatrice di short track giapponese
- 1999 - Žan Zaletel, calciatore sloveno
- 1999 - Robert Švarcman, pilota automobilistico russo
- 2000 - Michael Ameyaw, calciatore polacco
- 2000 - Luigi Catani, attore italiano
- 2000 - Sam Howell, giocatore di football americano statunitense
- 2000 - Alexandros Kyziridīs, calciatore greco
- 2000 - Mario Mladenovski, calciatore macedone
- 2000 - Carmine Padula, compositore, pianista e direttore d'orchestra italiano
- 2000 - Matilde Alsaker Rogde, calciatrice norvegese
- 2000 - Stephan Seiler, calciatore brasiliano
- 2000 - Oliver Skipp, calciatore inglese
- 2000 - Trevion Williams, cestista statunitense

## XXI secolo(24)
- 2001 - Bader Nasser, calciatore emiratino
- 2001 - Giovanni Bogado, calciatore paraguaiano
- 2001 - Alexandre Jesus, calciatore brasiliano
- 2001 - Oliver Larraz, calciatore statunitense
- 2001 - Avishag Semberg, taekwondoka israeliana
- 2001 - Cris MJ, rapper e cantante cileno
- 2002 - Juan Ayuso, ciclista su strada spagnolo
- 2002 - Bruno Barja, calciatore uruguaiano
- 2002 - Kennedy Chandler, cestista statunitense
- 2002 - Millán Jiménez, cestista spagnolo
- 2002 - Fabian Messina, calciatore tedesco
- 2002 - Aivaras Mikutis, ciclista su strada e pistard lituano
- 2002 - Darja Semeņistaja, tennista lettone
- 2003 - Emmanuel Adegboyega, calciatore irlandese
- 2003 - Felipe Chiappini, calciatore uruguaiano
- 2003 - Andrija Grbović, cestista montenegrino
- 2003 - Claude Kiambe, cantautore della Repubblica Democratica del Congo
- 2003 - Jonas Witte, sciatore alpino tedesco
- 2004 - Lauge Sandgrav, calciatore danese
- 2005 - Giuliana Chiara Filippi, atleta paralimpica italiana
- 2005 - Moa Landström, sciatrice alpina svedese
- 2005 - Exequiel Mereles, calciatore uruguaiano
- 2006 - Idrissa Gueye, calciatore senegalese
- 2007 - Talal Haji, calciatore saudita

## Senza anno specificato(1)
- Hinako Takanaga, fumettista giapponese